# Палестински избеглички кампови
Палестински избеглички кампови су првобитно основани да би се сместили Палестинци који су расељени палестинским протеривањем и бекством 1948. године током палестинског рата 1948. године. Кампове је основала Агенција Уједињених нација за помоћ и радове (UNRWA) у Јордану, Либану, Сирији, Западној обали и Појасу Газе. Накнадни талас палестинских избеглица створен је у Накси након Шестодневног рата 1967. године.
Укупно постоји 68 палестинских избегличких кампова, 58 званичних и 10 незваничних, од којих је десет основано након Шестодневног рата, док су остали основани од 1948. до 1950-их.
Само трећина регистрованих палестинских избеглица живи унутар граница избегличких кампова. Већина се друштвено и економски интегрисала ван кампова. Многи живе у суседним географским подручјима.
Број регистрованих палестинских избеглица порастао је са 750.000 1950. године на око 5 милиона 2013. године.

## Историја
- Избеглички логор Нахр ел Баред у Либану, 1952. године
- Избеглички камп Шатила на периферији Бејрута 2019. године

### УлогаUNRWA-е
Мандат UNRWA-е је да пружи помоћ палестинским избеглицама, укључујући приступ њеним избегличким камповима. У ту сврху, палестинске избеглице се дефинишу као „особе чије је уобичајено место боравка била Палестина у периоду од 1. јуна 1946. до 15. маја 1948. године, и које су изгубиле и дом и средства за живот као резултат сукоба 1948. године.“
UNRWA такође пружа помоћ потомцима таквих избеглица по патрилинеарној линији, као и њиховој законски усвојеној деци.
Да би камп био признат од стране UNRWA, мора постојати споразум између владе домаћина и UNRWA којим се регулише коришћење кампа. UNRWA сама по себи не управља ниједним камповима, нема полицијска овлашћења нити административну улогу, већ једноставно пружа услуге камповима. UNRWA признаје објекте у 58 одређених избегличких кампова у Јордану, Либану, Сирији, Западној обали и Појасу Газе, а такође пружа објекте и у другим подручјима где велики број регистрованих палестинских избеглица живи ван признатих кампова. UNRWA је такође пружала помоћ јеврејским расељеним лицима у Израелу након сукоба 1948. године, све док израелска влада није преузела одговорност за њих 1952. године. Избеглички кампови су се развијали од шаторских градова до редова бетонских блокова, па све до градских гета који се не разликују од своје околине (ефективно постајући урбани развој унутар постојећих градова или сами по себи), у којима је смештено око једне трећине свих регистрованих палестинских избеглица.
Финансирање активности UNRWA-е долази готово у потпуности од добровољних прилога земаља чланица Уједињених нација. UNRWA такође добија део средстава из редовног буџета Уједињених нација, који се углавном користи за трошкове међународног особља.

## Списак кампова
Кампови су подељени у пет региона:
- Појас Газе има осам званичних и ниједан незванични избеглички камп и 1.221.110 регистрованих избеглица.[3]
- Западна обала има 19 званичних и четири незванична избегличка кампа и 741.409 регистрованих избеглица.[3]
- Сирија има девет званичних избегличких кампова и три незванична избегличка кампа и 499.189 регистрованих избеглица.[3]
- У Либану постоји 12 званичних избегличких кампова и ниједан незванични, и 448.599 регистрованих избеглица.[3]
- У Јордану постоји 10 званичних и три незванична избегличка кампа и 2.034.641 регистрованих избеглица.[3]

## Статистика становништва
Еволуција палестинске избегличке популације је приказана у наставку:
|                                | 1950    | 1960      | 1970      | 1980      | 1990      | 2000      | 2004      | 2009      | 2018      |
| ------------------------------ | ------- | --------- | --------- | --------- | --------- | --------- | --------- | --------- | --------- |
| Јордан                         | 506,200 | 613,743   | 506,038   | 716,372   | 929,097   | 1,570,192 | 1,758,274 | 1,951,603 | 2,242,579 |
| Либан                          | 127,600 | 136,561   | 175,958   | 226,554   | 302,049   | 376,472   | 396,890   | 422,188   | 475,075   |
| Сирија                         | 82,194  | 115,043   | 158,717   | 209,362   | 280,731   | 383,199   | 417,346   | 461,897   | 560,139   |
| Западна обала                  | –       | –         | 272,692   | 324,035   | 414,298   | 583,009   | 675,670   | 461,897   | 846,465   |
| Појас Газе                     | 198,227 | 255,542   | 311,814   | 367,995   | 496,339   | 824,622   | 938,531   | 1,073,303 | 1,421,282 |
| Укупно регистрованих избеглица | 914,221 | 1,120,889 | 1,425,219 | 1,844,318 | 2,422,514 | 3,737,494 | 4,186,711 | 4,671,811 | 5,545,540 |

Број палестинских избеглица које живе у регистрованом подручју деловања UNWRA приказан је у наставку, како оних које живе у камповима, тако и оних које живе ван њих:
|      | Регистрована лица | Регистроване избеглице | Проценат регистрованих избеглица у камповима |
| 1953 | 870,158           | 300,785                | 34.6                                         |
| 1955 | 912,425           | 351,532                | 38.5                                         |
| 1960 | 1,136,487         | 409,223                | 36.0                                         |
| 1965 | 1,300,117         | 508,042                | 39.1                                         |
| 1970 | 1,445,022         | 500,985                | 34.7                                         |
| 1975 | 1,652,436         | 551,643                | 33.4                                         |
| 1980 | 1,863,162         | 613,149                | 32.9                                         |
| 1985 | 2,119,862         | 805,482                | 38.0                                         |
| 1990 | 2,466,516         | 697,709                | 28.3                                         |
| 1995 | 3,246,044         | 1,007,375              | 31.0                                         |
| 2000 | 3,806,055         | 1,227,954              | 32.3                                         |
| 2005 | 3,806,055         | 1,265,987              | 29.6                                         |
| 2010 | 4,966,664         | 1,452,790              | 29.3                                         |
| 2015 | 5,741,480         | 1,632,876              | 28.4                                         |
| 2018 | 6,171,793         | 1,728,409              | 28.0                                         |

Доња табела приказује број регистрованих избеглица, осталих регистрованих лица и избеглица које бораве у камповима у 2018. години. Дефиниција UNRWA-е за Остала регистрована лица односи се на „оне који у време првобитне регистрације нису испуњавали све критеријуме UNRWA-е за палестинске избеглице, али за које је утврђено да су претрпели значајан губитак и/или тешкоће из разлога повезаних са сукобом у Палестини 1948. године. То такође укључује особе које припадају породицама других регистрованих особа.“
|                                                      | Јордан    | Либан   | Сирија  | Западна обала | Појас Газе | Укупно    |
| Регистроване избеглице                               | 2,242,579 | 475,075 | 560,139 | 846,465       | 1,421,282  | 5,545,540 |
| Остала регистрована лица                             | 133,902   | 475,075 | 83,003  | 201,525       | 149,013    | 626,253   |
| Укупно регистрованих лица                            | 2,376,481 | 533,885 | 643,142 | 1,047,990     | 1,570,295  | 6,171,793 |
| Избеглице које живе унутар званичних граница кампова | 412,054   | 270,614 | 194,993 | 256,758       | 593,990    | 1,728,409 |
| Проценат који живе унутар граница кампова            | 18.4%     | 57.0%   | 34.8%   | 30.3%         | 41.8%      | 31.2%     |